# Луннань
Лунна́нь (кит. упр. 陇南, пиньинь Lǒngnán) — городской округ в провинции Ганьсу КНР. Название означает «к югу от гор Луншань».

## История
При империи Хань эти земли входили в состав округа Уду (武都郡). Во времена империи Западная Цзинь на этих землях в начале III века возникло государство Чоучи, которое в 371 году было уничтожено государством Ранняя Цинь. Затем государство Чоучи возникло вновь, и в 442 году было уничтожено войсками основанной Лю Юем империи Сун.
Тем временем в 424 году возникло цянское государство Таньчан (宕昌国), столица которого разместилась в этих местах. В 566 году Таньчан было уничтожено войсками государства Северная Чжоу.
При империи Тан в 762 году эти земли были захвачены тибетцами.
При империи Сун в 1073 году тибетцы были разгромлены, и эти земли вновь вернулись под китайский контроль. Затем эти земли стали ареной борьбы между китайской империей Сун, чжурчжэньской империей Цзинь и тангутским государством Западное Ся. В 1236 году они были захвачены монголами.
В 1928 году из уезда Уду был выделен уезд Юнкан (永康县). В 1929 году он был переименован в Кансянь
В мае 1950 года был образован Специальный район Уду (武都专区), и эти земли вошли в его состав. В 1954 году из уезда Сигу был выделен уезд Таньчан, а остальная часть уезда была передана в состав Ганьнань-Тибетского автономного района (甘南藏族自治区), где стала уездом Джугчу. В 1956 году уезды Лисянь, Сихэ и Чэнсянь были переданы в состав Специального района Тяньшуй (天水专区). В 1958 году Специальный район Уду был присоединён к Специальному району Тяньшуй.
В 1961 году Специальный район Уду был создан вновь. В 1963 году был расформирован Специальный район Линьтао (临洮专区), и входивший в него уезд Миньсянь перешёл в состав Специального района Уду. В 1968 году Специальный район Уду был переименован в Округ Уду (武都地区).
В 1985 году округ Уду был переименован в округ Луннань (陇南地区); уезд Миньсянь был при этом передан в состав округа Динси (定西地区), а уезд Ляндан перешёл из состава округа Тяньшуй в состав округа Луннань.
В 2004 году был расформирован округ Луннань и образован городской округ Луннань; бывший уезд Уду стал районом Уду в его составе.

## Административно-территориальное деление
Городской округ Луннань делится на 1 район, 8 уездов:
| Карта                                                            | Карта    | Карта     | Карта          | Карта         | Карта            |
| ---------------------------------------------------------------- | -------- | --------- | -------------- | ------------- | ---------------- |
| Уду Чэнсянь Вэньсянь Таньчан Кансянь Сихэ Лисянь Хуэйсянь Ляндан |          |           |                |               |                  |
| Статус                                                           | Название | Иероглифы | Пиньинь        | Площадь (км²) | Население (2012) |
| Район                                                            | Уду      | 武都区    | Wǔdū qū        | 4683          | 580 000          |
| Уезд                                                             | Чэнсянь  | 成县      | Chéng xiàn     | 1701          | 260 000          |
| Уезд                                                             | Вэньсянь | 文县      | Wén xiàn       | 4994          | 240 000          |
| Уезд                                                             | Таньчан  | 宕昌县    | Tànchāng xiàn  | 3331          | 300 000          |
| Уезд                                                             | Кансянь  | 康县      | Kāng xiàn      | 2958          | 200 000          |
| Уезд                                                             | Сихэ     | 西和县    | Xīhé xiàn      | 1856          | 430 000          |
| Уезд                                                             | Лисянь   | 礼县      | Lǐ xiàn        | 4299          | 530 000          |
| Уезд                                                             | Хуэйсянь | 徽县      | Huī xiàn       | 2722          | 220 000          |
| Уезд                                                             | Ляндан   | 两当县    | Liǎngdāng xiàn | 1374          | 50 000           |

## Экономика
В округе базируется компания Jinhui Liquor (алкогольные напитки).